# Plesthenus lottinii
Plesthenus lottinii is een keversoort uit de familie Passalidae. De wetenschappelijke naam van de soort is voor het eerst geldig gepubliceerd in 1835 door Boisduval.